# Li Na (tennista)
En aquest nom xinès, el cognom és Li.
Li Na —xinès: 李娜; pinyin: Lǐ Nà— (26 de febrer del 1982, Wuhan, Xina) és una jugadora de tennis professional xinesa que ha guanyat vuit títols WTA en individuals i dos en dobles. La seva millor posició en el rànquing individual fou la quarta l'any 2011. Després de diversos anys en el circuit femení amb resultats força mediocres, es va destapar a una edat força avançada (28) pels tennistes professionals, de manera que el 2011 fou finalista a l'Open d'Austràlia i vencedora al Roland Garros. Amb aquesta fita esdevingué la primera tennista asiàtica en guanyar un títol individual de Grand Slam. Posteriorment va guanyar també l'Open d'Austràlia 2014.

## Orígens
Li Na és filla de Li Shengpeng (李盛鹏), jugador de bàdminton amateur que no va poder ser professional a causa de Revolució Cultural, i va morir per una malaltia cardiovascular quan ella tenia 14 anys.
Als sis anys va començar a practicar bàdminton com el seu pare, però la seva entrenadora li veia més qualitats com a tennista i va convèncer els seus pares per fer el canvi. Als nou anys va començar a jugar a tennis i el 1997 es va unir a l'equip nacional de tennis de la Xina. El 1999 va esdevenir professional i el 2002 va deixar l'equip nacional per estudiar a la universitat Huazhong University of Science and Technology per realitzar i acabar una llicenciatura de periodisme el 2009. Diversos mitjans de comunicació xinesos van afirmar que la renuncia es va produir per conflictes interns amb el seu entrenador Yu Liqiao (余丽桥), que no permetia que els seus pupils tinguessin relacions amb altres companys de l'equip, ja que ella mantenia una relació sentimental amb Jiang Shan (姜山), que posteriorment esdevindria el seu marit. Això no obstant, dos anys després va retornar a l'equip nacional, però el 2006 es va casar amb Jiang Shan i va esdevenir el seu entrenador personal. Novament va tornar a deixar l'equip nacional el 2008 aprofitant una reforma política que va realitzar el govern xinès pels tennistes professionals. D'aquesta forma era lliure d'escollir els seus propis entrenadors i obtenir més beneficis dels seus guanys. Des de llavors només havia de pagar el govern xinès entre el 8-12% quan abans havia de donar el 65%.

## Torneigs de Grand Slam
| Resultat  | Núm. | Any  | Torneig              | Oponent en la final | Marcador      |
| --------- | ---- | ---- | -------------------- | ------------------- | ------------- |
| Finalista | 1.   | 2011 | Open d'Austràlia     | Kim Clijsters       | 3−6, 6−3, 6−3 |
| Campiona  | 1.   | 2011 | Roland Garros        | Francesca Schiavone | 6−4, 7−6(0)   |
| Finalista | 2.   | 2013 | Open d'Austràlia (2) | Viktória Azàrenka   | 6−4, 4−6, 3−6 |
| Campiona  | 2.   | 2014 | Open d'Austràlia     | Dominika Cibulková  | 7−6(3), 6−0   |

## Circuit ITF i parèntesis (2000-2003)
L'any 1999 va esdevenir professional entrant en el circuit ITF. Durant el 2000 va guanyar 52 partits en el circuit ITF, més que qualsevol altre tennista, que li van permetre aconseguir vuit títols i dominar el circuit femení. Amb aquests èxits va pujar suficientment al rànquing individual per poder entrar en el primer esdeveniment del circuit WTA a Taixkent. Paradoxalment va perdre a primera ronda però va aconseguir el títol de dobles amb Li Ting. Els anys següents no va disputar gaires torneigs a causa de les lesions.
A finals del 2002, Li es va cansar de formar part de l'equip nacional de tennis xinès per diversos conflictes entre el seu entrenador i la seva vida privada, així que va decidir deixar l'equip i el tennis momentàniament per començar a estudiar periodisme.

## Assentament al circuit WTA (2004-2009)

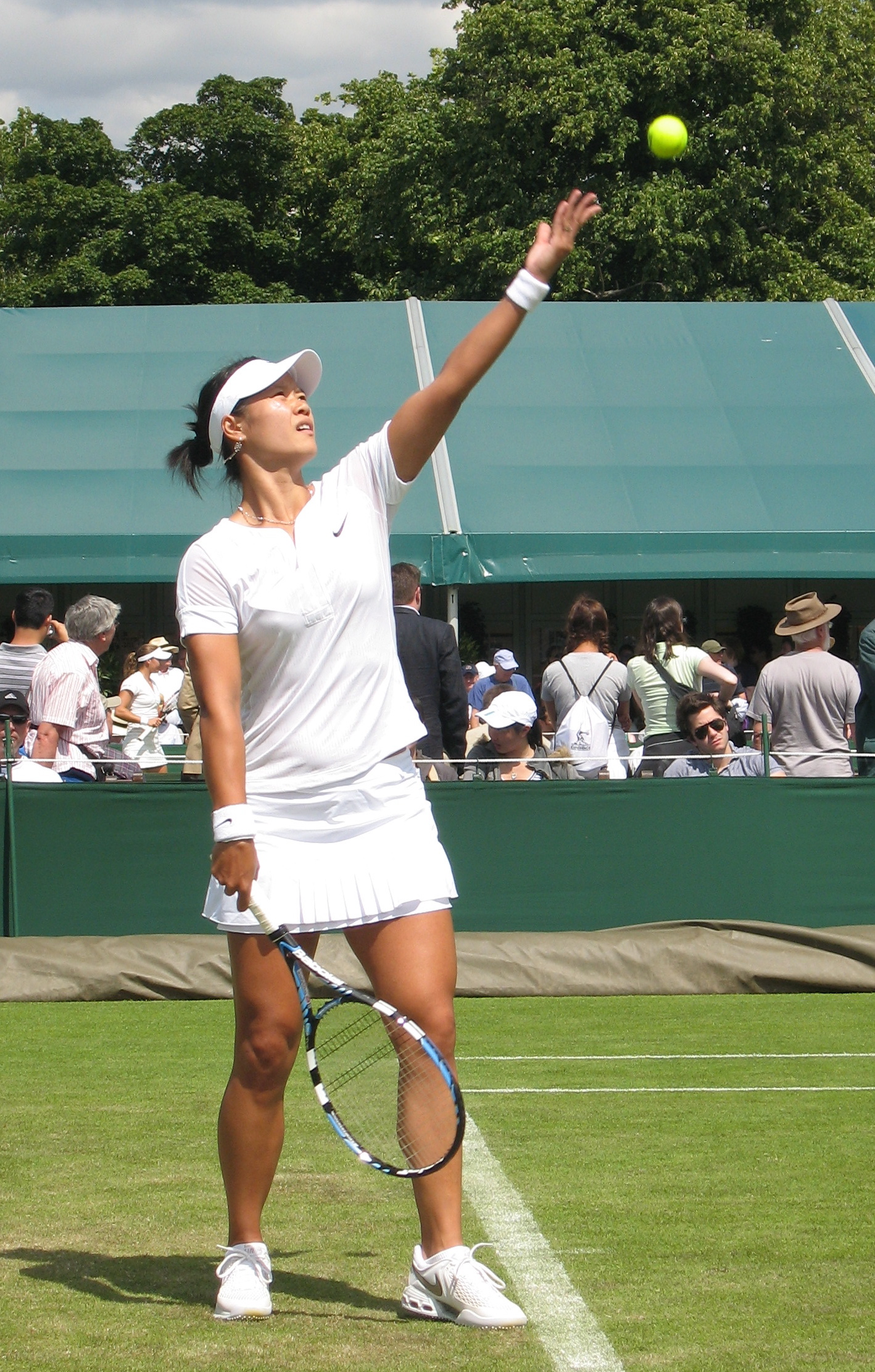
Li Na a Wimbledon (2008).

El 2004 va tornar al circuit femení sense rànquing i va guanyar els primers 26 partits consecutivament amb quatre títols. A finals del 2004, Li va aconseguir retornar al circuit WTA amb una invitació a Beijing, arribant fins a segona ronda després de perdre amb Svetlana Kuznetsova. La setmana següent va entrar al torneig de Guangzhou i es va plantar a la final vencent a diverses caps de sèrie. Allà va guanyar a Martina Suchá aconseguint així el seu primer torneig WTA i alhora va esdevenir la primera tennista xinesa en guanyar un torneig d'aquesta categoria. Amb aquest èxit va entrar en el Top 100 del rànquing individual femení per primera ocasió. Per rematar l'any, va guanyar un altre torneig del calendari ITF, aconseguint així un total de 51 victòries i només 4 derrotes durant l'any. Entre els anys 1999 i 2004, Li va guanyar un total de 20 torneigs individuals (19 de la categoria ITF i un WTA) i 17 més en dobles (16 ITF i un WTA).
Durant 2005, Li va anar abandonant el circuit ITF per centrar-se únicament en el WTA. Aquesta temporada va aconseguir assentar-se al circuit i pujar de rànquing malgrat no aconseguir cap resultat destacable. L'arribada a les semifinals a Rabat, la va impulsar fins a la posició 33 del rànquing. Això no obstant, una nova lesió la va apartar de la competició durant tres mesos. A final d'any no va poder defensar el títol aconseguit a Guangzhou perdent davant la posterior vencedora Yan Zi a quarts de final, i va baixar fins a la 56a posició del rànquing.
Com que la majoria dels punts que defensava es concentraven als primers mesos de la temporada, va haver de començar l'any 2006 amb un bon estat de forma per tal de conservar la seva posició del rànquing. Malauradament, a l'Open d'Austràlia va coincidir amb Serena Williams a primera ronda i no va poder avançar malgrat causar-li forces problemes. Seguidament va disputar diversos torneigs superant només les rondes inicials, de manera que no aconseguia despuntar. Després d'una lleu lesió, va tornar per disputar el torneig de Berlín i allà va aconseguir la primera victòria davant una tennista Top 10 del rànquing, Patty Schnyder, però una distensió va provocar que no pogués avançar més en el quadre. Aquest resultat en un torneig de gran categoria i la primera actuació en el Roland Garros la van propulsar fins al Top 40 del rànquing. Juntament amb Jelena Janković va aconseguir el seu segon títol de dobles, aquest cop a Birmingham, sis anys després del seu primer títol a Taixkent. En la seva primera participació a Wimbledon, primera ocasió que era cap de sèrie en un Grand Slam, va arribar fins a quarts de final perdent davant Kim Clijsters. Pel camí va vèncer a Kuznetsova (6a cap de sèrie), va esdevenir la primera tennista xinesa en arribar a quarts de final d'un Grand Slam i va pujar fins a la posició 20 en el rànquing mundial. Al US Open va arribar a quarta ronda perdent contra Maria Xaràpova, que en fou la vencedora.

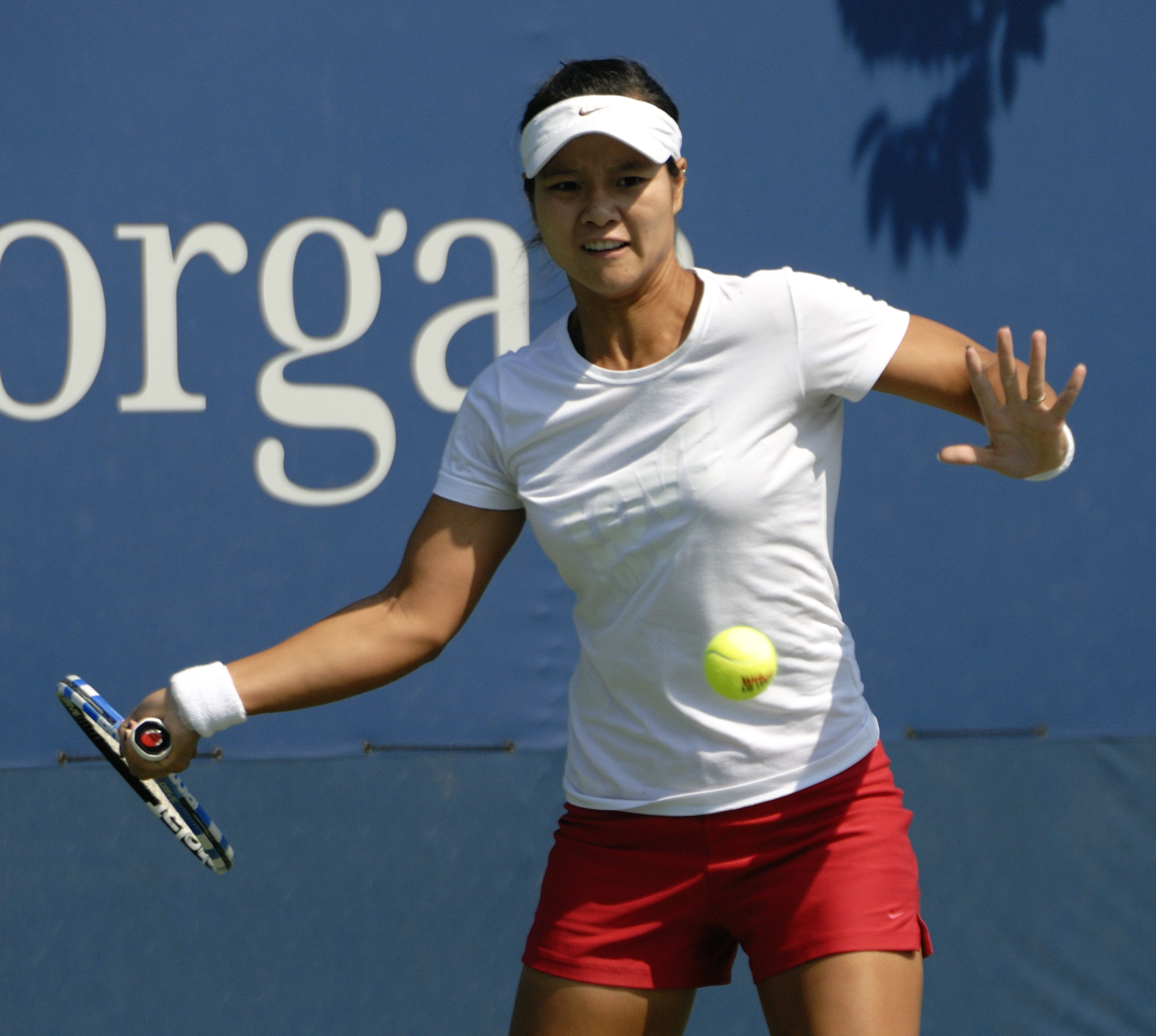
Li Na al US Open (2009).

La temporada 2007 va començar arribant a semifinals a Sydney, fet que li va permetre escalar fins a la setzena posició del rànquing. A l'Open d'Austràlia va arribar a quarta ronda perdent contra Martina Hingis. Els bons resultats van continuar amb les semifinals a Indian Wells i quarts de final a Miami. Malauradament, aquesta bona ratxa es va acabar a causa d'una lesió que no li va permetre disputar cap torneig durant tota la segona meitat de la temporada.
Va retornar al circuit el gener de 2008 després de recuperar-se de la lesió però amb un rànquing més baix per no haver sumat més punts al final de la temporada anterior. Just en el primer torneig, a Gold Coast, va aconseguir el segon títol de la seva trajectòria, més de tres anys després del primer. Va vèncer a Viktória Azàrenka en la final en tres sets. A l'Open d'Austràlia va caure a tercera ronda davant la semi-desconeguda Marta Domachowska, però va seguir millorant amb les semifinals d'Anvers i Doha. Una petita lesió al genoll dret no li va permetre defensar els punts aconseguits a Indian Wells l'any anterior i també es va perdre el Roland Garros. A Wimbledon va arribar només a segona ronda i llavors va realitzar la preparació per competir en els Jocs Olímpics celebrats en el seu país. Allà va derrotar a la russa Svetlana Kuznetsova (3a cap de sèrie) en primera ronda, a Ayumi Morita en segona, a Kaia Kanepi en tercera i a Venus Williams en quarts de final, una de les favorites per guanyar l'esdeveniment. Malauradament va perdre a semifinals davant Dinara Safina i també en el partit per la medalla de bronze davant Vera Zvonariova, de manera que va quedar en quart lloc. A l'Open dels Estats Units va arribar a quarta ronda davant Ielena Deméntieva, recent medalla d'or en els Jocs Olímpics.
Una nova lesió al genoll dret va provocar que no pogués diputar els primers torneigs de la temporada 2009. Entre ells, no va poder defensar el títol aconseguit a Brisbane, anteriorment Gold Coast, ni tampoc disputar l'Open d'Austràlia. El primer resultat destacat fou que va arribar a la final de Monterrey però va perdre contra Marion Bartoli en la final després de guanyar a diverses caps de sèrie. A Indian Wells va arribar a quarta ronda contra Vera Zvonariova, que després en fou la campiona. Això no obstant, la setmana següent es va venjar derrotant-la a tercera ronda de Miami, però va perdre davant Serena Williams a quarts de final. Al Roland Garros va superar el seu millor resultat després d'arribar a quarta ronda contra Maria Xaràpova, i va tornar al Top 20 del rànquing mundial. A Birmingham es va revenjar vencent-la a semifinals però va perdre en la final contra Magdaléna Rybáriková. A Wimbledon va arribar a tercera ronda i al US Open va millorar el seu millor resultat arribant a quarts de final, on va perdre contra Kim Clijsters. Va acabar la temporada en la posició 15 del rànquing individual, el seu millor rànquing fins al moment.

## Explosió tardana (des del 2010)

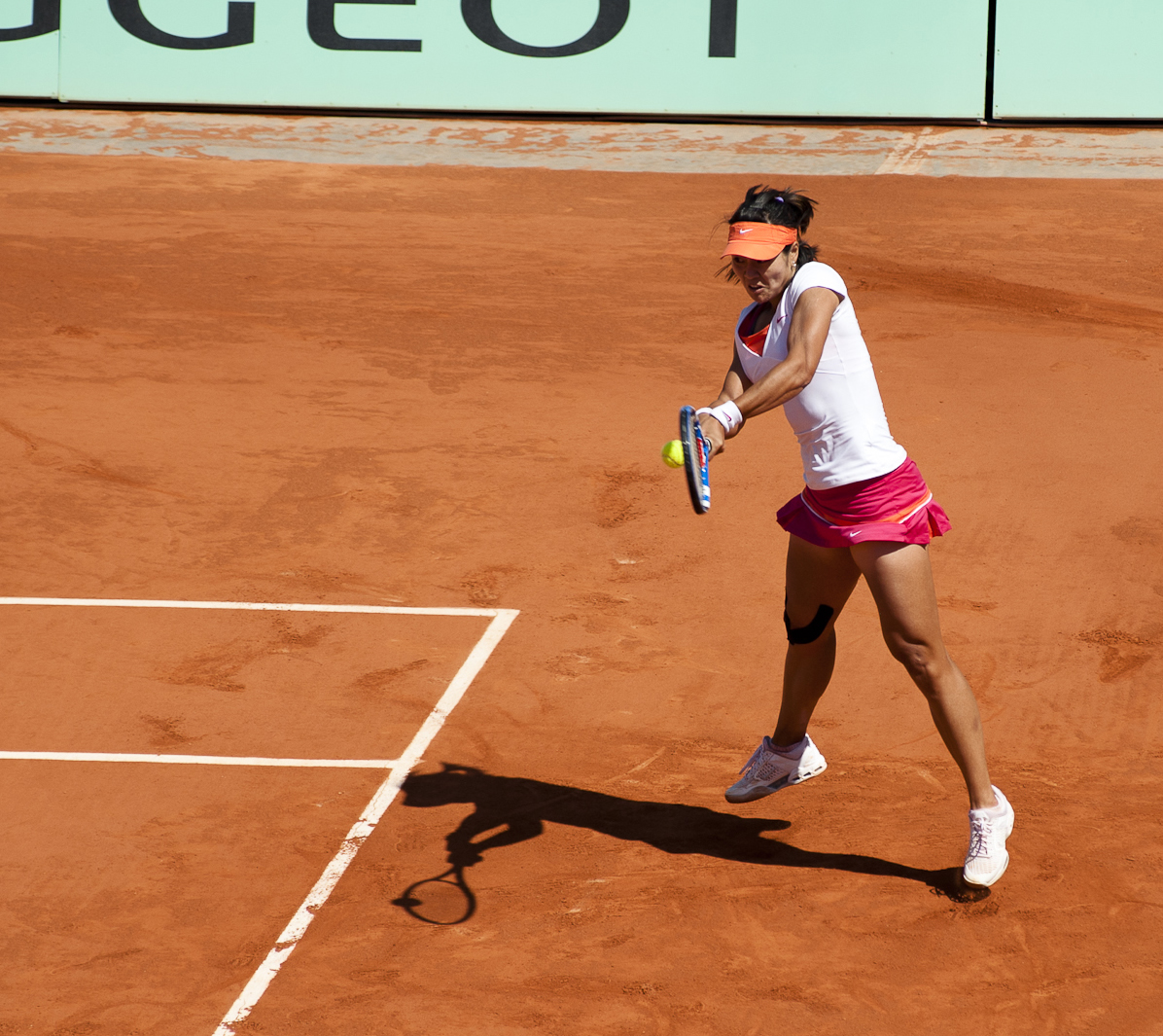
Li Na al Roland Garros (2011)

No va obtenir resultats positius en els primers torneigs disputats el 2010, però ràpidament ho va solucionar en l'Open d'Austràlia, on per primera ocasió va arribar a les semifinals d'un Grand Slam. Després de guanyar diverses caps de sèrie més importants que ella, fou derrotada per Serena Williams que després en fou la campiona. Amb aquest resultat va esdevenir la primera tennista xinesa en arribar al Top 10 del rànquing mundial, però no va tenir continuïtat i després de perdre aviat en diversos torneigs, va tornar a sortir. Després d'arribar a tercera ronda a Roland Garros, va disputar el torneig de Birmingham com a primera cap de sèrie i va demostrar la seva qualitat guanyant el seu primer títol sobre gespa, tercer del seu palmarès. A Wimbledon va igualar el seu millor resultat arribant a quarts de final, després de perdre novament davant Serena Williams, número 1 del rànquing i també guanyadora del torneig. A l'Open dels Estats Units va perdre en primera ronda contra Katerina Bondarenko i va acabar l'any en l'onzena posició del rànquing. A final d'any, el seu entrenador Thomas Hogstead va decidir deixar-la per anar a treballar amb Maria Xaràpova.
La temporada 2011 va començar en plena forma i es va adjudicar el primer torneig important de l'any, el torneig de Sydney, derrotant a Kim Clijsters en la final, número 3 del món. Com a novena cap de sèrie, es va plantar en la final de l'Open d'Austràlia derrotant a Caroline Wozniacki (número 1 del món) a semifinals. Curiosament, es va repetir la final de Sydney però aquest cop amb resultat diferent, ja que va perdre en tres sets davant Clijsters. Aquest inici espectacular va finalitzar abruptament amb cinc derrotes consecutives i va prendre la complicada decisió de despatxar el seu marit com a entrenador i va contractar a Michael Mortensen. A partir d'aquí van tornar els bons resultats, arribant a semifinals a Madrid i Roma perdent davant Petra Kvitová i Samantha Stosur respectivament. Seguidament va iniciar Roland Garros com a cap de sèrie número sis. Després de successives victòries es va plantar novament a una final de Grand Slam i en aquesta ocasió va poder guanyar a Francesca Schiavone, defensora del títol. Amb aquesta victòria li van començar a caure elogis de la premsa xinesa i va augmentar significativament la seva popularitat. Cal afegir que es va convertir en la primera tennista asiàtica en guanyar un títol de Grand Slam. Amb els punts aconseguits va escalar fins a la quarta posició del rànquing mundial i va iniciar la seva participació a Wimbledon com a tercera cap de sèrie, però va fracassar caient a segona ronda.

## Palmarès individual
| Abans de 2009                | Després de 2009         |
| ---------------------------- | ----------------------- |
| Grand Slam (2−2)             |                         |
| WTA Tour Championships (0−1) |                         |
| Tier I (0−0)                 | Premier Mandatory (0−0) |
| Tier II (0−0)                | Premier 5 (0−0)         |
| Tier III (2−2)               | Premier (2−5)           |
| Tier IV i V (0−0)            | International (3−2)     |

| Títols per superfície |
| --------------------- |
| Dura (7−7)            |
| Gespa (1−1)           |
| Terra batuda (1−4)    |

| Resultat   | Núm. | Data                 | Torneig                                   | Superfície   | Oponent en la final  | Marcador              |
| ---------- | ---- | -------------------- | ----------------------------------------- | ------------ | -------------------- | --------------------- |
| Guanyadora | 1.   | 3 d'octubre de 2004  | Guangzhou, Xina                           | Dura         | Martina Suchá        | 6−3, 6−4              |
| Finalista  | 1.   | 1 de maig de 2005    | Estoril, Portugal                         | Terra batuda | Lucie Šafářová       | 7−6(4), 4−6, 3−6      |
| Finalista  | 2.   | 7 de maig de 2006    | Estoril (2)                               | Terra batuda | Zheng Jie            | 7−6(4), 5−7, retirada |
| Guanyadora | 2.   | 5 de gener de 2008   | Gold Coast, Austràlia                     | Dura         | Viktória Azàrenka    | 4−3, 6−3, 6−4         |
| Finalista  | 3.   | 8 de març de 2009    | Monterrey, Mèxic                          | Dura         | Marion Bartoli       | 4−6, 3−6              |
| Finalista  | 4.   | 14 de juny de 2009   | Birmingham, Regne Unit                    | Gespa        | Magdaléna Rybáriková | 0−6, 6−7(2)           |
| Guanyadora | 3.   | 13 de juny de 2010   | Birmingham                                | Gespa        | Maria Xaràpova       | 7−5, 6−1              |
| Guanyadora | 4.   | 14 de gener de 2011  | Sydney, Austràlia                         | Dura         | Kim Clijsters        | 7−6(3), 6−3           |
| Finalista  | 5.   | 28 de gener de 2011  | Open d'Austràlia, Austràlia               | Dura         | Kim Clijsters        | 6−3, 3−6, 3−6         |
| Guanyadora | 5.   | 4 de juny de 2011    | Roland Garros, França                     | Terra batuda | Francesca Schiavone  | 6−4, 7−6(0)           |
| Finalista  | 6.   | 13 de gener de 2012  | Sydney                                    | Dura         | Viktória Azàrenka    | 2−6, 6−1, 3−6         |
| Finalista  | 7.   | 20 de maig de 2012   | Roma, Itàlia                              | Terra batuda | Maria Xaràpova       | 6−4, 4−6, 6−7(5)      |
| Finalista  | 8.   | 13 d'agost de 2012   | Mont-real, Canadà                         | Durda        | Petra Kvitová        | 5−7, 6−2, 3−6         |
| Guanyadora | 6.   | 19 d'agost de 2012   | Cincinnati, Estats Units                  | Dura         | Angelique Kerber     | 1−6, 6−3, 6−1         |
| Guanyadora | 7.   | 5 de gener de 2013   | Shenzhen, Xina                            | Dura         | Klára Zakopalová     | 6−3, 1−6, 7−5         |
| Finalista  | 9.   | 26 de gener de 2013  | Open d'Austràlia (2)                      | Dura         | Viktória Azàrenka    | 6−4, 4−6, 3−6         |
| Finalista  | 10.  | 28 d'abril de 2013   | Stuttgart, Alemanya                       | Terra batuda | Maria Xaràpova       | 4−6, 3−6              |
| Finalista  | 11.  | 27 d'octubre de 2013 | WTA Tour Championships, Istanbul, Turquia | Dura (i)     | Serena Williams      | 6−2, 3−6, 0−6         |
| Guanyadora | 8.   | 4 de gener de 2014   | Shenzhen (2)                              | Dura         | Peng Shuai           | 6−4, 7−5              |
| Guanyadora | 9.   | 25 de gener de 2014  | Open d'Austràlia                          | Dura         | Dominika Cibulková   | 7−6(3), 6−0           |
| Finalista  | 12.  | 29 de març de 2014   | Miami, Estats Units                       | Dura         | Serena Williams      | 5−7, 1−6              |

### Dobles: 2 (2−0)
| Abans de 2009                | Després de 2009         |
| ---------------------------- | ----------------------- |
| Grand Slam (0−0)             |                         |
| WTA Tour Championships (0−0) |                         |
| Tier I (0−0)                 | Premier Mandatory (0−0) |
| Tier II (0−0)                | Premier 5 (0−0)         |
| Tier III (1−0)               | Premier (0−0)           |
| Tier IV i V (1−0)            | International (0−0)     |

| Títols per superfície |
| --------------------- |
| Dura (1−0)            |
| Gespa (1−0)           |
| Terra batuda (0−0)    |

| Resultat   | Núm. | Data               | Torneig                | Superfície | Parella         | Oponents en la final                 | Marcador      |
| ---------- | ---- | ------------------ | ---------------------- | ---------- | --------------- | ------------------------------------ | ------------- |
| Guanyadora | 1.   | 18 de juny de 2000 | Taixkent, Uzbekistan   | Dura       | Li Ting         | Iroda Tulyaganova Anna Zaporozhanova | 3−6, 6−2, 6−4 |
| Guanyadora | 2.   | 18 de juny de 2006 | Birmingham, Regne Unit | Gespa      | Jelena Janković | Jill Craybas Liezel Huber            | 6−2, 6−4      |

## Trajectòria individual
| Open d'Austràlia | A      | 3R          | 1R          | 4R          | 3R     | A           | SF          | F           | 4R | F  | G  | 1 / 9 | 34 – 8  |
| Roland Garros | A      | A           | 3R          | 3R          | A      | 4R          | 3R          | G           | 4R | 2R | 1R | 1 / 8 | 20 – 7  |
| Wimbledon | A      | A           | QF          | A           | 2R     | 3R          | QF          | 2R          | 2R | QF | 3R | 0 / 8 | 19 – 8  |
| US Open | A      | 1R          | 4R          | A           | 4R     | QF          | 1R          | 1R          | 3R | SF |    | 0 / 8 | 17 – 8  |
| Jocs Olímpics | A      | No celebrat | No celebrat | No celebrat | 4a     | No celebrat | No celebrat | No celebrat | 1R | NC | NC | 0 / 2 | 4 – 3   |
| WTA Championships | Absent | Absent      | Absent      | Absent      | Absent | Absent      | Absent      | RR          | RR | F  |    | 0 / 3 | 6 – 5   |
| Rànquing a final d'any | 80     | 57          | 21          | 29          | 23     | 15          | 11          | 5           | 7  | 3  |    |       | 93 – 39 |
| Llegenda: G: Guanyadora; F: Finalista; SF: Semifinalista; QF: Quarts de final; Q: Qualificació; A: Absent; RR: Round Robin |        |             |             |             |        |             |             |             |    |    |    |       |         |